# 茨城県道283号勝田停車場線
茨城県道283号勝田停車場線（いばらきけんどう283ごう かつたていしゃじょうせん）は、茨城県ひたちなか市内を通る県道で、JR常磐線勝田駅と接続する道路である。

## 路線概要
- 起点：ひたちなか市勝田中央（勝田駅東口）[1]
- 終点：ひたちなか市勝田本町（茨城県道38号那珂湊那珂線交点）[1]
- 総延長：696 m[2]
- 重用延長：なし[2]
- 未供用延長：なし[2]
- 実延長：696 m[2]
- 自動車交通不能区間延長[注釈 1]：なし[2]

駅と主要道路とを連絡するために設置された道路であるが区画整理で周辺の道路が整備されたため本来の機能を喪失、現在では沿道住民の生活道路となっている。

## 歴史
1959年（昭和34年）10月14日、新たな県道として勝田市大字東石川の勝田停車場を起点とし、県道那珂湊勝田線交点（現在では県道那珂湊那珂線にあたる）を終点とする区間を本路線とする県道勝田停車場線として茨城県が県道路線認定した。
1995年（平成7年）に整理番号283となり現在に至る。

### 年表
- 1910年（明治43年）3月18日：勝田駅が開業する。
- 1923年（大正12年）4月1日：現在の路線の前身である勝田停車場市毛線が路線認定される。[3]
- 1959年（昭和34年）10月14日
現在の路線が路線認定される（図面対象番号264）[4]。道路の区域は、勝田市大字東石川の勝田停車場から勝田市大字東石川の県道那珂湊勝田線交点までと決定された[1]。
- 1995年（平成7年）3月30日：整理番号が整理番号320から現在の番号（整理番号283）に変更される[5]。

## 地理

### 通過する自治体
- 茨城県ひたちなか市

### 交差する道路
- 茨城県道38号那珂湊那珂線（終点）

### 沿線
- JR常磐線 勝田駅